# George Barrie
George Barrie (* 9. Februar 1912 in Brooklyn, New York City, Vereinigte Staaten; † 16. November 2002 in Aventura, Florida, Vereinigte Staaten) war ein US-amerikanischer Unternehmer und Firmenmanager, Filmkomponist (Songwriter) und Filmproduzent.

## Leben und Wirken
Barrie, von jeher musikbegeistert, wuchs in Pittsfield (Mass.) auf, wo er sich selbst das Saxophon- und Klavierspiel beibrachte. Er kehrte mit 16 Jahren in seine Geburtsstadt New York zurück, trat dort als Musiker in Bands auf und besuchte kurzzeitig die dortige Universität. Anschließend machte er sich selbständig, um als Geschäftsmann zu reüssieren. Seine erste eigene Unternehmung war der Handel mit Getränkespendern in Drogerien. Außerdem stand er als Verkäufer in Diensten der Haarpflegeprodukte-Firma Rayette und gründete mit Caryl Richards eine eigene Firma. Viele Jahrzehnte später erwarb Barrie, dessen Firma inzwischen mit Rayette fusioniert hatte, für 26 Millionen Dollar die Firma Fabergé Inc. (1964), die gleichfalls Haarpflegeprodukte aber auch Parfums jeder Art in ihrer Produktionspalette besaß. Barrie gelang es auf geschickte Weise Hollywood-Promis wie Cary Grant, der sogar in den Fabergé-Vorstand verpflichtet werden konnte, Farrah Fawcett, Roger Moore und Laurence Harvey sowie in späteren Jahren Margaux Hemingway aber auch die Boxlegende Muhammad Ali dafür zu gewinnen, Fabergé-Produkte zu bewerben. Die überaus profitable Duftnote für Männer „Brut“ war Barries eigene Kreation.
Aufgrund dieser Filmkontakte fand George Barrie in den 1970er Jahren auch Zugang in die US-amerikanische Unterhaltungsindustrie, wo er sein Talent als Manager und Unternehmer mit seinem lange vernachlässigten Können als Musiker zu verknüpfen verstand. Er erwies sich als talentierter Songwriter und komponierte für eine Reihe von Filmen, die er zum Teil mit seiner Firma Brut Productions auch persönlich produzierte, einzelne Lieder. Zwei von ihnen, unterlegt mit Textzeilen von Sammy Cahn, wurden für den Oscar nominiert: 1973 „All That Love Went to Waste“ für die sehr erfolgreiche Komödie Mann, bist du Klasse! und 1976 “Now That We’re in Love” für die von der Kritik verrissenen Klamotte Whiffs. Nach dem Flop des letztgenannten Streifens und weiteren filmischen Fehlschlägen zog sich George Barrie zu Beginn der 1980er Jahre aus der Film- und Fernsehbranche wieder zurück. 1984 erwarb die McGregor Corporation Barries Fabergé, und der Unternehmer zog sich nach Aventura (Florida) ins Privatleben zurück.

## Filmografie
- 1972: Gebrannte Haut (Cry for Me, Billy) (Liedbeitrag)
- 1972: Mann, bist du Klasse! (A Touch of Class) (Liedbeitrag)
- 1973: Die Nacht der tausend Augen (Night Watch) (Liedbeitrag)
- 1973: Welcome to Arrow Beach (Liedbeitrag)
- 1974: Hangup (Liedbeitrag, Herstellungsleitung)
- 1975: Cash – Die unaufhaltsame Karriere des Gefreiten Arsch (Whiffs) (Liedbeitrag, Produktion)
- 1975: Geliebte Geisel (Sweet Hostage) (Liedbeitrag, Herstellungsleitung)
- 1975: Das Nilpferd Hugo (Hugó, a víziló) (Herstellungsleitung)
- 1975: Hedda Gabler (Hedda) (Herstellungsleitung)
- 1975: Ich will, ich will … vielleicht? (I Will I Will … For Now) (Liedbeitrag, Produktion)
- 1976: Thieves (Produktion)
- 1976: Eine beispiellose Affäre (Nasty Habits) (Herstellungsleitung)
- 1977: Fingers – zärtlich und brutal (Fingers) (Liedbeitrag, Produktion)
- 1978: Die Klasse von Miss MacMichael (The Class of Miss MacMichael) (Herstellungsleitung)
- 1980. Das Tal der Puppen (Valley of the Dolls) (Liedbeitrag)